# Kao (cráter)

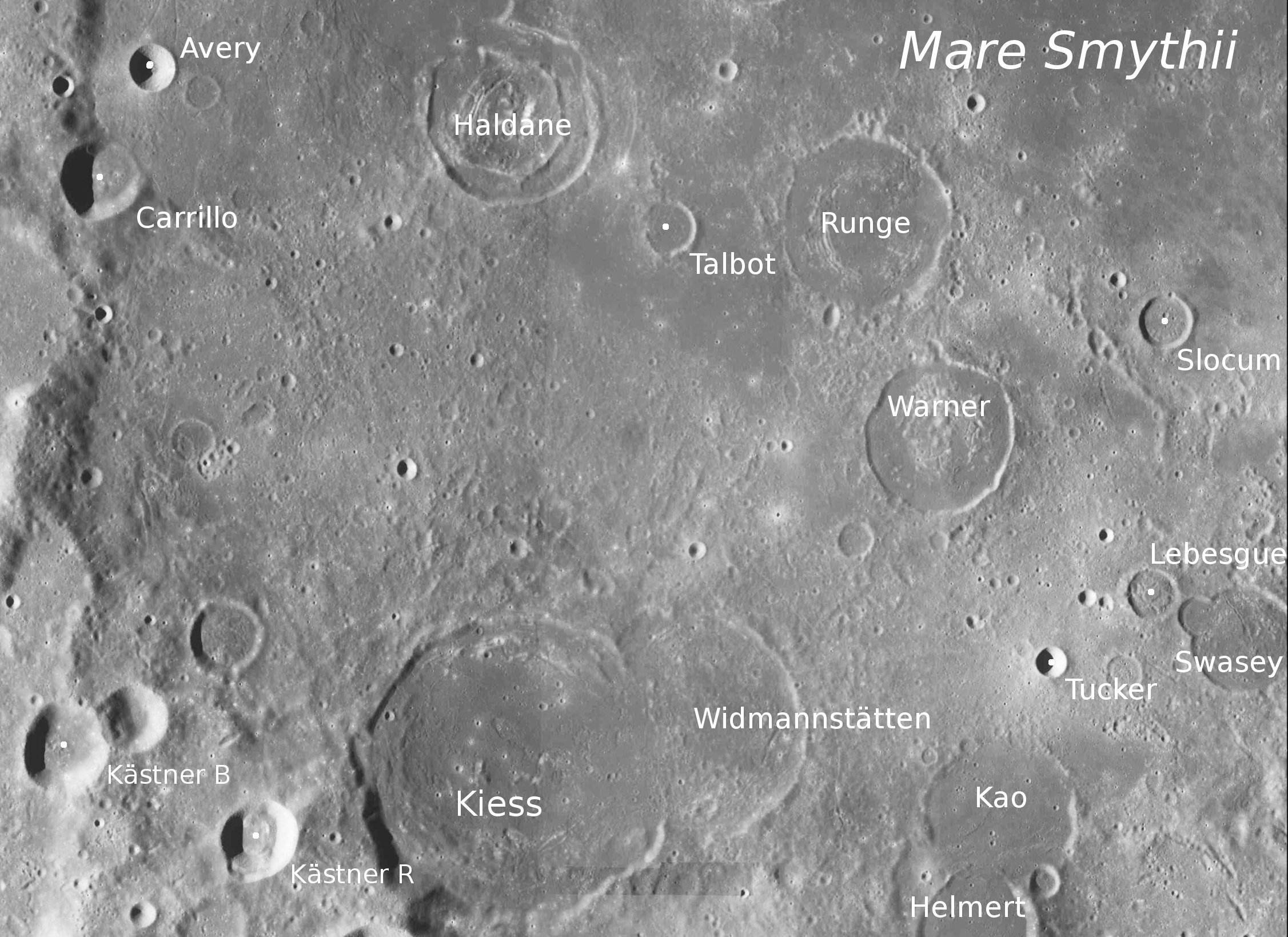
Kao, abajo a la derecha. Fotografía de la misión LRO

Kao es un pequeño cráter de impacto lunar que se encuentra cerca del terminador oriental, cerca del borde sur del Mare Smythii, un mar lunar que continúa en la cara oculta. Este cráter se localiza al este-sureste del cráter Widmannstätten. A menos de un diámetro del cráter al norte-noreste aparece el pequeño cráter Tucker.
|  |

El cráter Kao forma parte de un pareja de cráteres combinados con Helmert al sur. Presenta una brecha donde se unen, y comparten un suelo común que ha sido reconfigurado por la lava. Su borde exterior forma poco más que un anillo somero en la superficie, especialmente bajo en el lado norte. No está marcado por impactos significativos. Sin embargo, un pequeño cráter aparece en el borde sureste, donde el brocal se une al de Helmert.